# Kloster (Clenze)
Kloster ist ein Ortsteil der Gemeinde Clenze im niedersächsischen Landkreis Lüchow-Dannenberg.
Das Dorf liegt vier Kilometer nordwestlich vom Kernbereich von Clenze und südlich der B 493.

## Geschichte
Am 1. Dezember 1910 hatte Kloster 12 Einwohner und war eine eigenständige Gemeinde im Kreis Lüchow.